# Mary Wigman
Mary Wigman (nome de batismo Marie Wiegmann, Hanôver, 13 de novembro de 1886 – Berlim, 18 de setembro de 1973) foi uma importante coreógrafa alemã, uma das fundadoras da dança expressionista e da dançaterapia. É considerada uma das mais importante figuras na história da dança moderna.

## Carreira

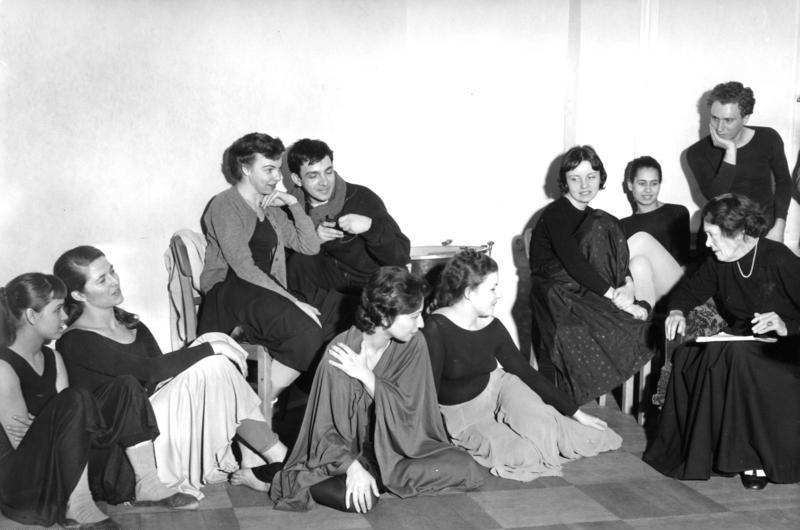
Estúdio Mary Wigman, Berlim Ocidental 1959

Ela iniciou-se na dança depois de observar a apresentação de três estudantes de  Émile Jaques-Dalcroze, que desenvolviam seus exercícios de rítmica. A partir desta experiência,Wigman vai estudar com Dalcroze em Hellerau, nas cercanias de Dresden, onde se tornará professora certificada no método de Dalcroze e também fará contatos com o pintor expressionista Emile Nolde (1867-1956). Outra experiência foi uma apresentação solo de  Grete Wiesenthal.
Emile Nolde irá introduzir Wigman ao trabalho de Rudolf Laban em 1913,encorajando-a a fazer um curso de verão sobre o movimento com Laban em sua escola na Suíça, em Ascona, Monte Verita (Newhall, Mary. Mary Wigman. pg 20)

## Espetáculos (seleção)
- Summer Dance
- Dream Image
- Witch Dance
- Dance of Lorrow
- Visions, Cycles, and the Bay
- Festive Rhythm
- Dance of Spring

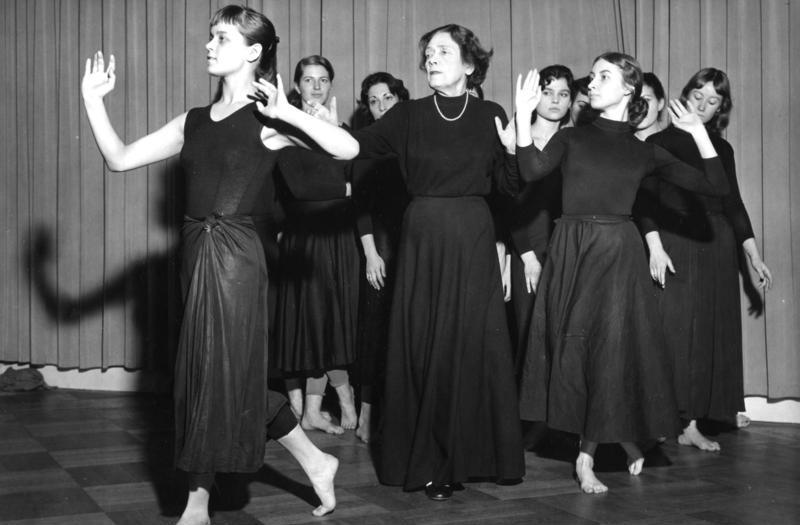
Estúdio Mary Wigman, Berlim Ocidental

Utilizava constantemente música e instrumental não ocidental, percussão, sinos, tambores da Índia, Tailandia, África e China, assim como o uso prolongado do silêncio e máscaras.  

## Livros
inglês
- Song, Jiyun.  Mary Wigman and German Modern Dance: A Modernist Witch? Forum Mod Lang Stud (2007) 43(4): 427-437. Retrieved from http://fmls.oxfordjournals.org.hmlproxy.lib.csufresno.edu/content/43/4/427.full.pdf+html
- Newhall, Mary Anne Santos (2009). Mary Wigman. Routledge. ISBN 0-415-37527-4
- Manning, Susan (1993). Ecstasy and the Demon: Feminism and Nationalism in the Dances of Mary Wigman, University of California Press. ISBN 0-520-08193-5.
- Kolb, Alexandra (2009). Performing Femininity. Dance and Literature in German Modernism. Oxford: Peter Lang. ISBN 978-3-03911-351-4
- Partsch-Bergsohn, Isa; Bergsohn, Harold (2002). The Makers of Modern Dance in Germany: Rudolf Laban, Mary Wigman, Kurt Jooss, Princeton Book Company Publishers. ISBN 0-87127-250-4.
- Toepfer, Karl Eric (1997). Empire of Ecstasy: Nudity and Movement in Germany Body Culture, 1910-1935 (Weimer and Now: German Cultural Criticism, No 13), University of California Press. ISBN 0-520-20663-0.
- Wigman, Mary  (1975). The Mary Wigman Book: Her Writings, Olympic Marketing Corp. ISBN 0-8195-4079-X.
- Gilbert, Laure (2000). Danser avec le Troisième Reich, Brussels, Editions Complex, ISBN 2-87027-697-4
- Karina, Lilian & Kant, Marion (2003). German Modern Dance and the Third Reich, Berghahn Books, New York & Oxford, ISBN 1-57181-688-7
- Martin, John (1934). Workers League In Group Dances, The New York Times, December 24,
- Song, Ji-yun (2006). Moving bodies and political movement: Dance in German modernism, dissertation, Stanford University.
- Song, Ji-yun (2007). Mary Wigman and German Modern Dance: A Modernist Witch?, Forum for Modern Language Studies, Special Issue on Stagecraft and Witchcraft, Oxford University Press